# (38750) 2000 QJ207
2000 QJ207 (asteroide 38750) é um asteroide da cintura principal. Possui uma excentricidade de 0.10433150 e uma inclinação de 14.53280º.
Este asteroide foi descoberto no dia 31 de agosto de 2000 por LINEAR em Socorro.